# Wolfgang Kermer
Wolfgang Kermer (* 18. Mai 1935 in Neunkirchen (Saar)) ist ein deutscher Kunsthistoriker, Kunstpädagoge, Autor, Herausgeber und Hochschullehrer, von 1971 bis 1984 Rektor der Staatlichen Akademie der Bildenden Künste Stuttgart. Unter seinem Rektorat wurde die während der Studentenunruhen in Kritik geratene Hochschule inhaltlich und organisatorisch neu strukturiert. Er war Gründer und Herausgeber der Schriftenreihen Akademie-Mitteilungen, Beiträge zur Geschichte der Staatlichen Akademie der Bildenden Künste Stuttgart und WerkstattReihe.

## Leben und Wirken

### Kindheit, Jugend und Ausbildung
Wolfgang Kermer ist der Sohn des österreichischen Kapellmeisters Franz Kermer (1893–1936) und dessen Ehefrau Luise Kermer, geborene Kunz (1904–1978).
Im Alter von einem Jahr verlor er seinen Vater. Seine Kindheit und Jugend verbrachte er in Neunkirchen an der Saar, wo er die Bachschule und danach das Gymnasium am Krebsberg besuchte.
Ab dem sechsten Lebensjahr erhielt Wolfgang Kermer Klavierunterricht, der nach dem Verlust des eigenen Instruments bei einem Fliegerangriff 1944 erst nach Kriegsende wieder kontinuierlich fortgesetzt werden konnte. Eine Zeitlang trat er als Pianist eines von ihm gegründeten Jazztrios, dem auch sein Schulfreund Horst Linn als Drummer angehörte, öffentlich in Erscheinung, um sich zugleich der Malerei und Grafik zu widmen. Seine künstlerischen Interessen wurden von seinen Zeichenlehrern Ernst Germer und Wolfram Huschens gefördert. 
1954 fand Kermers erste Einzelausstellung in der Stadtbücherei seiner Heimatstadt statt. „Wolfgang Kermer hat eine interessante Kollektion ausgestellt“, so die Saarbrücker Zeitung, „und nach ihr zu urteilen, darf man bei ihm von einer ‚Hoffnung‘ sprechen, die sich vielleicht erfüllen wird auf dem schweren Pfad, den die Kunst ihren Jüngern zu gehen vorschreibt.“  1955 und 1956 nahm er an den von Wilhelm Weber im Museum der Stadt Homburg organisierten Ausstellungen „Die Jungen im Lande“ teil.
Nach dem Abitur 1956 studierte er an der Staatlichen Schule für Kunst und Handwerk in Saarbrücken bei Peter Raacke, Oskar Holweck und als Gast bei Otto Steinert sowie an der Universität des Saarlandes bei Josef Adolf Schmoll genannt Eisenwerth und wechselte 1957 an die Staatliche Akademie der Bildenden Künste Stuttgart, wo er bei Hannes Neuner, Peter Steiner, Christoff Schellenberger und Rudolf Yelin Kunst- und Werkerziehung, Malerei und Grafik studierte. Von Einfluss auf seine künstlerische Arbeit war besonders Hannes Neuner, dessen Unterricht er in Stuttgart besuchte. 1959 studierte er mit einem Stipendium der französischen Regierung Kunstgeschichte an der École du Louvre in Paris. Zu dieser Zeit begegnete er K. R. H. Sonderborg in Paris, fühlte sich angezogen von der ausdrucksmäßigen Freiheit, die dieser Künstler mit seinen in Hayters Atelier 17 geschaffenen Radierungen erreichte. Nach der Prüfung in Werkarbeit 1959 legte er zwei Jahre später an der Staatlichen Akademie der Bildenden Künste Stuttgart das Staatsexamen für das Künstlerische Lehramt an Gymnasien ab. Von 1956 bis 1962 studierte er Philosophie und Erziehungswissenschaften an der Universität des Saarlandes und später an der TH Stuttgart.

### Künstlerische Tätigkeit
Nachdem seine Zeichnungen und Radierungen beim „Pfalzpreis für Graphik 1958“ in Kaiserslautern und in der Ausstellung „Junge Künstler“ im Württembergischen Kunstverein Stuttgart 1960 positive Resonanz gefunden hatten, wurde Kermer im Oktober desselben Jahres in die Neue Gruppe Saar aufgenommen und nahm von 1961 bis 1963 an deren Ausstellungen in Saarbrücken, Tübingen und Zweibrücken teil. 1963 beteiligte er sich an der Katalogedition der Gruppe mit graphischen Werken der Mitglieder. Sowohl das damalige Ministerium für Kultus, Unterricht und Volksbildung in Saarbrücken als auch Privatsammlungen erwarben Beispiele seiner der „art informel“ nahestehenden Arbeiten. Dem Verband Bildender Künstler und Künstlerinnen Württemberg (VBKW) gehörte er ab 1961 einige Jahre an.
1961 bis 1962, in einer Zeit, in der die Frankfurter Zimmergalerie Franck, das Graphische Kabinett Saarbrücken sowie der Bücherdienst Eggert in Stuttgart Einzelausstellungen von Kermers graphischen Arbeiten zeigten und Beispiele seiner Malerei in der Ausstellung des Württembergischen Kunstvereins „Deutscher Kunstpreis der Jugend 1962“ vertreten waren, war er künstlerischer und wissenschaftlicher Mitarbeiter bei Maximilian Debus am Lehrstuhl für Zeichnen und Modellieren der TH Stuttgart und unterrichtete innerhalb der Grundlehre für Gestaltung und Entwerfen insbesondere die Fächer Schrift und Aktzeichnen für angehende Architekten. Mit Druckgrafik war Kermer zuletzt in der 1962 gestarteten, in 28 Städten der Bundesrepublik gezeigten Wanderausstellung „Neue Deutsche Graphik“ präsent, mit Malerei zusammen mit Horst Linn 1964 in der Galerie Elitzer Saarbrücken sowie bei den Jahresausstellungen des Künstlerbundes Baden-Württemberg und des Saarländischen Künstlerbundes.

### Zweitstudium und Promotion
Ab 1962 studierte Kermer an der Eberhard Karls Universität Tübingen Kunstgeschichte, im Nebenfach Vor- und Frühgeschichte sowie Kulturgeographie. 1966 wurde er mit der Dissertation Studien zum Diptychon in der sakralen Malerei: von den Anfängen bis zur Mitte des sechzehnten Jahrhunderts: mit einem Katalog an der Universität Tübingen mit dem Prädikat magna cum laude zum Dr. phil. promoviert. 1967 veröffentlichte er die von ihm erbrachte erste Bestandsaufnahme überlieferter und verloren gegangener Denkmäler bis zur Mitte des 16. Jahrhunderts.

### Professur und Rektorat an der Staatlichen Akademie der Bildenden Künste Stuttgart
Seit 1966 lehrte er Kunstgeschichte an der Staatlichen Akademie der Bildenden Künste Stuttgart, ab 1970 als Dozent, ab 1972 als Professor und Lehrstuhlinhaber. Von 1971 bis 1972 war er Vorsitzender des Landesverbands Württemberg im Bund Deutscher Kunsterzieher. Am 16. November 1971 wählte erstmals der aus Vertretern sämtlicher Hochschulgruppen gebildete Große Senat der Stuttgarter Akademie in einer hochschulöffentlichen Sitzung Wolfgang Kermer zum Rektor, ein Amt, das er, mehrmals wiedergewählt, bis 1984 innehatte. „Ein unbequemer Rektor“, schrieben die Stuttgarter Nachrichten anlässlich der Vorlage seines Rechenschaftsberichts für das Jahr 1972, in dem Kermer seine Vorstellungen zur Akademiereform zusammenfasste und „vom Kultusministerium endlich Taten“ verlangte, nachdem „die rechtlichen Grundlagen der Akademieverfassung […] von den Verwaltungsgerichten immer wieder in Zweifel gezogen“ worden waren.
Kermer begründete die Schriftenreihen Akademie-Mitteilungen (1972–1978) sowie Beiträge zur Geschichte der Staatlichen Akademie der Bildenden Künste Stuttgart (1975–2004), zu denen später die WerkstattReihe (1996–2006) hinzukam. Er war sowohl Herausgeber wie verantwortlicher Schriftleiter und lieferte zugleich Beiträge als Autor.
2008 begann Kermer mit der Herausgabe der Schriftenreihe Die Staatliche Akademie der Bildenden Künste Stuttgart im Spiegel der Presse. Die beiden ersten Ausgaben beziehen sich auf die Jahre hochschulpolitischer Spannung 1970 sowie 1971. „Unermüdlich in seiner Forschungsarbeit“, nannten ihn die Stuttgarter Nachrichten aus Anlass seines fünfundsiebzigsten Geburtstags „das Gedächtnis der Stuttgarter Kunstakademie“.
1975 gründete er die Akademie-Sammlung, die er bis 1997 nebenamtlich betreute und deren erste Bilanz er 1985 in Form einer ganzjährigen Präsentation von Hauptwerken im Ministerium für Wissenschaft und Kunst in Stuttgart aufzeigte. Ebenfalls 1975 kuratierte er den gemeinsamen Ausstellungsauftritt der neu gebildeten Fachgruppe „Freie Kunst“ im Großen Haus des Staatstheaters Stuttgart mit Werken von Herbert Baumann, Gunter Böhmer, Paul Uwe Dreyer, Uli Günther, Rudolf Haegele, Rudolf Hoflehner, Alfred Hrdlicka, Erich Mansen, K. R. H. Sonderborg und Hans Gottfried von Stockhausen. „Karl Rössing zum 80. Geburtstag“ lautete die 1977 an der Akademie durchgeführte Ausstellung von Hauptexponenten der „Rössing-Schule“ wie Wolfgang Gäfgen, Christine Heuer, Heinrich Heuer, Friedrich Meckseper, Walter Rabe, Malte Sartorius, Günter Schöllkopf und Hans Peter Willberg. Zu den von Kermer ausgerichteten Veranstaltungen zählen insbesondere auch die in mehreren Jahren Willi Baumeister gewidmeten Ausstellungen, die sich verschiedenen Facetten seiner Tätigkeit zuwandten: Willi Baumeister: Lithographien und Radierungen, gedruckt von Erich Mönch (1975), Hommage à Baumeister (1979), Willi Baumeister: Typographie und Reklamegestaltung (1989 und 1990). Kermer sah in diesen Veranstaltungen „auch eine Art Wiedergutmachung seitens der Akademie, an der […] Baumeister nach dem Krieg einen schwierigen Stand hatte“. Eine Reihe von Veröffentlichungen über Baumeister markieren einen Schwerpunkt der wissenschaftlichen Arbeit Kermers.
Innerhalb der von ihm Anfang der 1980er Jahre organisierten Reihe internationaler Künstlerbegegnungen mit Richard Hamilton, Roland Goeschl, Arnulf Rainer und Oswald Oberhuber realisierte er 1981 in Verbindung mit Walter Pichler eine erstmals sämtliche Architekturprojekte des österreichischen Künstlers umfassende Werkschau an der Akademie. Zugleich verwies eine monographische Darstellung über Bernhard Pankok, auch dies gehörte in das zu vermittelnde Gesamtbild der Stuttgarter Kunsthochschule, auf einen der großen Vordenker moderner Kunstausbildung vor dem Bauhaus.
Zum personellen und fachlichen Ausbau der Hochschule während des Rektorats Kermers trugen wesentlich die Berufungen von Alfred Hrdlicka, Paul Uwe Dreyer, Jürgen Rose, Heinz Mohl, Arno Votteler, Albrecht Ade, Rudolf Schoofs, Jürgen Brodwolf und Wolfgang Gäfgen bei. Zu den studienmäßigen Erweiterungen während seines Rektorats gehören die Einführung des Studienfachs „Animationsfilm“ und dessen werkstattmäßige Ausstattung durch Albrecht Ade (1980), die Gründung eines „Instituts für Innenarchitektur und Möbeldesign“ (heute „Weißenhof-Institut Interdisziplinäres Forum für Architektur, Raum + Möbel“) durch Arno Votteler (1980) sowie die Einrichtung einer zunächst unter der vorläufigen Bezeichnung „Verbreiterungsfach Werken“ gestarteten Ausbildungskomponente anstelle eines von den angehenden Kunsterziehern zu studierenden wissenschaftlichen Beifachs, ein Studienangebot, das sich im weiteren Verlauf insbesondere durch Sotirios Michou zu seiner späteren Form unter der Bezeichnung „Intermediales Gestalten“ entwickelte.
1984 legte Wolfgang Kermer am Ende seiner Amtszeit als Rektor einen Bericht über den Status und die Gliederung der Akademie, die einzelnen Fachgruppen, deren personelle Besetzung sowie die werkstattmäßige Ausstattung vor.

### Sammeltätigkeit
Seine private Tätigkeit als Sammler zeitgenössischer Kunst, von Glas und Keramik stellte Wolfgang Kermer seit den 1970er Jahren in verschiedenen Ausstellungen vor. Der freundschaftlichen Verbindung zu Erwin Eisch ist es zu verdanken, dass 1982 seine Studioglassammlung als Schenkung an das Glasmuseum Frauenau ging. Anlässlich seines 70. Geburtstags 2005 schenkte er der Städtischen Galerie seiner Heimatstadt Neunkirchen (Saar) unter dem Titel „Stuttgarter Begegnungen“ eine umfangreiche Kollektion hauptsächlich graphischer Blätter mit den ihm am Ende seines Rektorats gewidmeten Werken von Kollegen und Künstlerfreunden. Weitere Zuwendungen, darunter eine Auswahl eigener Arbeiten, erfolgten 2010 zusammen mit den lange verschollenen graphischen Zyklen des Neunkircher Malers und Graphikers Fritz Arnold und 2011 mit der Ausstellung Stuttgarter Begegnungen III. In der Städtischen Galerie Neunkirchen im Kulturzentrum KULT findet seit Dezember 2015 eine Dauerausstellung der Schenkung Kermer statt. 2016 übereignete er der Stadt Reutlingen zwei Werke der von den Nationalsozialisten ermordeten jüdischen Stuttgarter Malerin Alice Haarburger, auf deren Schicksal er 1987 erstmals im Amtsblatt der Stadt Stuttgart aufmerksam gemacht hatte.
Nach dem Glasmuseum Frauenau, wo 2008 die Ausstellung Moderne Keramik aus Frankreich – Sammlung Kermer vorausging, lieferte das Theodor-Zink-Museum in Kaiserslautern 2014/15 mit der Ausstellung Moderne Keramik aus Frankreich 1970 bis 2000 wiederum mit Werken aus der Sammlung Kermer einen Überblick über die Besonderheit des französischen Keramikschaffens jener Zeit. Im Jahre 2018 ging die Sammlung mit Werken von rund einhundert Künstlern unter dem Titel Céramique française 1970–2000: Donation France et Wolfgang Kermer nach längerer Ausstellung im Keramikmuseum Bliesmühle an die Stadt Saargemünd.

### Wiederaufnahme künstlerischer Arbeit
Seit Ende der 1970er Jahre widmet sich Wolfgang Kermer neben der wissenschaftlichen erneut experimenteller fotografischer Arbeit, die er 1956 mit abstrahierter Fotografik (Fotogramme) begonnen hatte. Zur Wiederaufnahme seiner künstlerischen Tätigkeit befragt, erklärte er 2006 in einem Interview, er betrachte diese als „eine Art vitalisierender oder regenerativer Maßnahme zu [seiner] wissenschaftlichen Arbeit“. Zahlreiche Werke befinden sich im Besitz der Städtischen Galerie Neunkirchen. Einzelausstellungen seiner Fotoarbeiten fanden in Stuttgart (TH Stuttgart, Architekturfakultät, 1961; Institut français Stuttgart, 1983), Ambérieu-en-Bugey (Médiathèque La Grenette, 2003 und 2008), Vesoul (Salle des Ursulines, 2006), Bourbonne-les-Bains (Centre Borvo, 2008), Saarbrücken (Galerie Elitzer, 2012) sowie in Vesoul (Café français, 2023) statt.
Die in Arbeit befindliche kritische Gesamtedition der Schriften Willi Baumeisters musste er 2009 wegen Erkrankung aufgeben.
Wolfgang Kermer ist mit France Kermer verheiratet. Er lebt in Kusel und in Cendrecourt.

## Auszeichnungen und Ehrungen
- 1984: Verleihung des Bundesverdienstkreuzes am Bande[51]
- 2004: Ernennung zum Ehrensenator der Staatlichen Akademie der Bildenden Künste Stuttgart „in Würdigung seiner Verdienste um die Kunst und die Akademie“[52]

## Schriften (Auszug)
- Studien zum Diptychon in der sakralen Malerei: von den Anfängen bis zur Mitte des sechzehnten Jahrhunderts: mit einem Katalog. Stehle, Düsseldorf 1967, DNB 482300930 (Philosophische Dissertation Universität Tübingen [Tag der mündlichen Prüfung: 27. Februar 1966], 302 Seiten Text, 209 Seiten Katalog, 220 Seiten Bilder). Inhaltsverzeichnis: http://digitool.hbz-nrw.de:1801/webclient/DeliveryManager?pid=3725392
- Herbert Strässer: Plastiken, Skulpturen, Reliefs, Zeichnungen. Buchdruckerei und Verlag Karl Funk, Saarbrücken 1968, OCLC 839000906.
- Glasbilder: Arbeiten der Glaswerkstätte. Staatliche Akademie der bildenden Künste Stuttgart. Staatliche Akademie der bildenden Künste Stuttgart, Stuttgart 1974.
- Aus der Klasse für allgemeine künstlerische Ausbildung: Professor Hugo Peters. Staatliche Akademie der bildenden Künste Stuttgart, Stuttgart 1976.
- Gunter Böhmer an der Stuttgarter Kunstakademie. Edition Cantz, Stuttgart, Bonn, Wien 1987, ISBN 3-922608-47-7.
- Walter Brudi: Graphik, Malerei. (zusammen mit Georg Kurt Schauer, Peter Steiner und Werner Sumowski) Belser, Stuttgart u. a. 1987, ISBN 3-7630-2080-2.
- Willi Baumeister: Typographie und Reklamegestaltung. Edition Cantz, Stuttgart 1989, ISBN 3-89322-145-X. (mit Werkverzeichnis)[53]
- Jörg F. Zimmermann. Glass-Artist – Verre contemporain. (zusammen mit Wolfgang Berger, Heike Heimann, Wolfgang Schneider, Peter Schmitt) Arnoldsche, Stuttgart 1993, ISBN 3-925369-28-7. (Text dt./engl./franz.)
- Über Baumeister: der Künstler und Lehrer im Urteil seiner Schüler. Staatliche Akademie der Bildenden Künste Stuttgart, Stuttgart 2006 (=WerkstattReihe, hrsg. von Wolfgang Kermer, 15), ISBN 3-931485-77-3.[54]
- Fritz Arnold: Das grafische Werk 1917–1920. Mit einem Vorwort von Nicole Nix-Hauck und einem Beitrag von Nina Pirro. Herausgegeben von der Städtischen Galerie Neunkirchen aus Anlass der Schenkung und Ausstellung Fritz Arnold: Das grafische Werk 1917–1920. Juni–August 2010, M & G Medienagentur und Verlag, Saarbrücken 2010, ISBN 978-3-941715-03-5.
- Freundschaft – in einer Zeit des Umbruchs und der Neugestaltung : ein persönliches Erinnerungs- und Dankeswort aus Anlass des 100-Jahr-Jubiläums der „Freunde der Akademie Stuttgart e. V.“ am 22. März 2024. Kusel: Selbstverlag, 2024[55]

## Herausgeberschaften und Redaktion
- Akademie-Mitteilungen (1972–1978)
- Beiträge zur Geschichte der Staatlichen Akademie der Bildenden Künste Stuttgart (1975–2004)
- WerkstattReihe (1996–2006)
- Die Staatliche Akademie der Bildenden Künste Stuttgart im Spiegel der Presse (ab 2008)